# Walter Molino
Walter Molino (Reggio nell'Emilia, 5 novembre 1915 – Milano, 8 dicembre 1997) è stato un illustratore, fumettista e pittore italiano.

## Biografia
Quando la famiglia si trasferisce a Milano, il quindicenne Molino si iscrive al Liceo Ginnasio Giovanni Berchet e inizia a pubblicare le prime vignette satiriche sul giornale universitario Libro e moschetto; notato da Benito Mussolini, viene chiamato per realizzare vignette satiriche sul quotidiano Il Popolo d'Italia, organo del Partito Nazionale Fascista; nel 1935 esordisce sui settimanali Il Monello, Intrepido e Giovinetto della Casa Editrice Universo dei fratelli Domenico e Cino Del Duca; dal 1936 collabora al periodico umoristico/satirico Bertoldo della Casa Editrice Rizzoli, dove diviene anche noto per le figure di donnine particolarmente provocanti, oltre a produrre tavole satiriche fino al 1941.
Alla fine degli anni trenta si dedica anche al fumetto avventuroso, disegnando nel 1939 Virus, il mago della foresta morta su testi di Federico Pedrocchi, un fumetto di fantascienza pubblicato a puntate su L'Audace della Mondadori; successivamente crea graficamente Capitan l'Audace, sempre scritto da Pedrocchi, Maschera Bianca, La compagnia dei sette e prosegue il Kit Carson di Rino Albertarelli pubblicato su Topolino, mentre su Paperino pubblica Luciano Serra pilota e Zorro della metropoli su soggetto di Cesare Zavattini, oltre a La compagnia dei sette su Almanacco di Topolino 1938 e una nuova storia con il personaggio di Virus, il Polo V, pubblicata su Topolino.
Contemporaneamente collabora al periodico Argentovivo! dell'editore Enrico De Seta, disegnando vari fumetti e anche a Marc'Aurelio, altro giornale satirico e, dal 1941, s'alterna con il pittore Achille Beltrame nella realizzazione delle copertine della Domenica del Corriere, per poi divenirne l'unico realizzatore per quasi trent'anni. In questo periodo collabora anche con il Corriere dei piccoli, per il quale realizza storie umoristiche col personaggio di Pin Focoso e, nel 1942, lavora come illustratore de Il romanzo mensile. Nel 1945 lavora anche per Candido, diretto da Giovannino Guareschi, e per il settimanale  Dinamite, diretto da Luciano Pedrocchi. Nel 1946 ricomincia a collaborare con gli editori Del Duca per la testata Grand Hotel, della quale idea anche il logo, oltre a disegnare fumetti incentrati su attori celebri del cinema, talvolta firmandosi J.W. Symes.
Fra le sue tavole più celebri, quella sulla nascita della televisione (1954), la morte del campione ciclista Fausto Coppi (1960), i russi nello spazio (1965).
Nel 1952 completa la collana di 101 tavole (tempera su cartoncino) iniziata da Gino Boccasile de Il Decamerone, il capolavoro di Boccaccio, che fu pubblicato dalle Edizioni d'Arte "A la chance du bibliophile" di Milano nel 1955, insieme a Sante Albertarelli, Giulio Bertoletti, Giorgio De Gaspari.
Collabora inoltre dal 1946 al 1949 con il settimanale Salgari, realizzando trasposizioni a fumetti di alcuni romanzi.
Diviene particolarmente famosa fra gli anni sessanta e settanta una rubrica, Così li vede WM, pubblicata su l'Intrepido e su Il Monello, nella quale propone caricature di personaggi noti; un volume antologico di questi lavori, "60 caricature dal video", venne poi premiato al Salone dell'Umorismo di Bordighera nel 1967.
Dagli anni sessanta si dedica prevalentemente alla pittura.
Vasta l'attività di Molino come pittore, quotato in tutta Europa. Tra i suoi quadri più noti, "Pulcinella, Arlecchino e Colombella", incisione su cera del 1986. Nel 1995 la galleria milanese Agrifoglio ne espone le opere nella mostra Walter Molino tra cronaca e arte, curata da Isabella Montuoro, Robi Ronza e con catalogo allestito con la supervisione di Graziano Origa.
Nel 2004 Lo Scarabeo di Torino edita Quando la tv era in bianco e nero, libro con caricature. 
L'artista sposa nel 1940 Nerina Morra, con la quale ha due figli, Marina (caricaturista) e Pippo (musicista-compositore). 
Indro Montanelli disse: «Walter Molino ha un talento scandaloso nel riconoscere, e quindi nel tradurre in segno nella carta, le caratteristiche del volto che fanno la personalità di ciascuno»; Giovanni Mosca: «Walter è per me legato al ricordo del Bertoldo, il settimanale dei giovani non rassegnati al conformismo»; Marcello Marchesi: «Molino trasforma la realtà in poesia, rispettandola»; Oreste Del Buono: «Quadri di fatti e misfatti, di povera gente o somme autorità, colte in momenti significativi, senza adulazione, ma senza neppure denigrazione, con affettuosa comprensione e leale pietà».
Muore nel 1997 e viene seppellito nel cimitero di Lambrate a Milano, nella tomba familiare.

## Riconoscimenti
- Palma d'oro per il volume "60 caricature dal video" al Salone dell'umorismo a Bordighera nel 1967;[2]
- mostra intitolata "Walter Molino tra cronaca e arte" nella galleria milanese Agrifoglio (1995).[2]